# Der Arbeiter-Fotograf

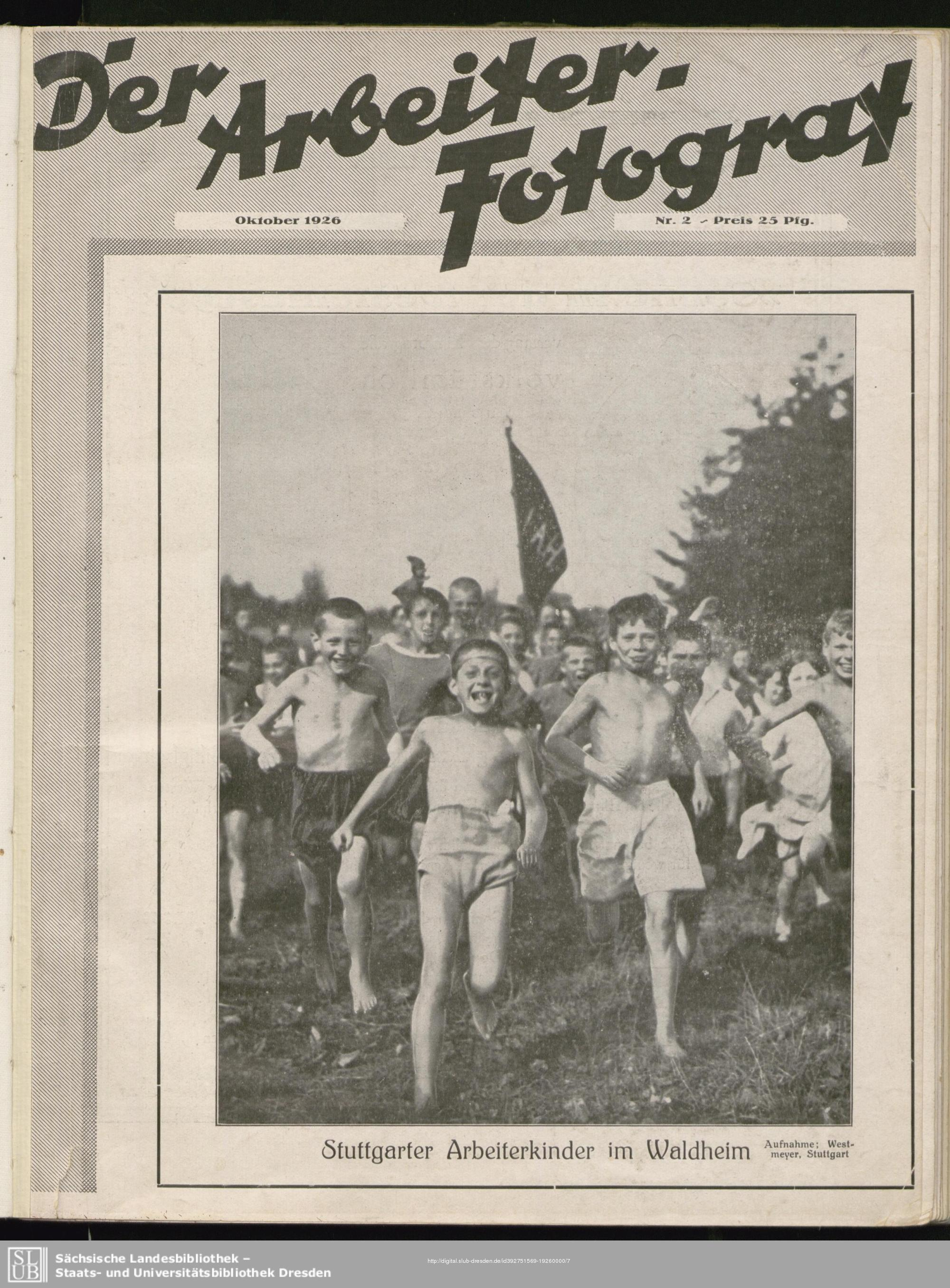
„Der Arbeiter-Fotograf“, Titelblatt vom Oktober 1926 mit einer älteren Aufnahme „Stuttgarter Arbeiterkinder im Waldheim“ von Friedrich Westmeyer

Der Arbeiterfotograf war eine zur Zeit der Weimarer Republik herausgegebene Zeitschrift, die laut ihrem Untertitel als das Organ der Vereinigung der Arbeiterfotografen Deutschlands fungierte. Das von 1926 bis zur Machtübernahme durch die Nationalsozialisten im Jahr 1933 in Berlin im Neuen Deutschen Verlag unregelmäßig erschienene Blatt war Teil der Arbeiterbewegung und beschäftigte sich insbesondere mit der Arbeiterfotografie.
Chefredakteur des 1926 in der Berliner Schadowstraße 1 b ansässigen Verlags war Willi Münzenberg.
Auf der Internetseite der Sächsischen Landesbibliothek – Staats- und Universitätsbibliothek Dresden (SLUB) sind die insgesamt 7 Jahrgänge vollständig online frei einsehbar.